# Sorgente valchiusana

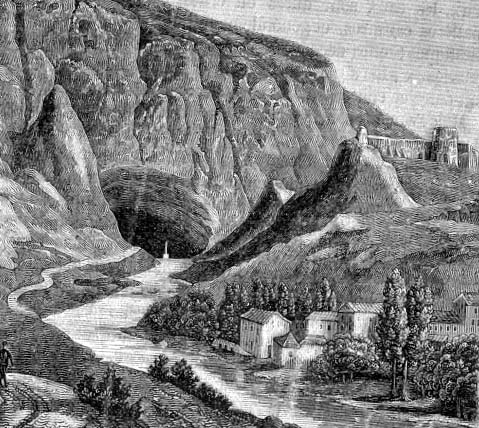
Fonte di Valchiusa (incisione di Pizzetta, 1870)

Una sorgente valchiusana è una sorgente carsica di portata variabile che si trova solitamente nelle dolomie cariate, nei calcari fessurati o nei terreni gessosi. Il nome deriva dalla Fonte di Valchiusa, sorgente del fiume francese Sorgue, posta ai piedi del monte Ventoso, che per il suo carattere carsico rende variabile la portata delle acque. Ispirandosi a questa sorgente, il Glossario Internazionale di Idrologia riporta la seguente definizione di sorgente valchiusana: «sorgente in regioni carsiche controllata da un sifone naturale e che sgorga in modo intermittente».
In Italia, alcune sorgenti valchiusane sono quelle dei seguenti fiumi:
- L'Oliero, affluente di soli 0,3 km del Brenta, alimentato dalle acque del sovrastante Altopiano di Asiago;
- il Livenza, che sfocia sull'Adriatico, raccoglie le acque dall'altopiano del Cansiglio;
- il Meschio, affluente del Livenza;
- il Peschiera, affluente del Velino;
- le sorgenti del Sele a Caposele;
- il Timavo, che raccoglie le acque del Monte Nevoso la sorgente si trova a Vela Voda sul versante croato.